# 藤原隆経
藤原 隆経（ふじわら の たかつね）は、平安時代中期の貴族、歌人。藤原北家魚名流、右中弁・藤原頼任の子。官位は正四位下・美濃守。

## 経歴
尊仁親王（後の後三条天皇）の春宮大進を務める。その他甲斐守、摂津守、美濃守等の国司を歴任し、延久4年（1072年）正四位下に昇った。
勅撰歌人として、『後拾遺和歌集』（3首）以下の勅撰和歌集に7首の和歌作品が採録されている。

## 官歴
- 長暦4年（1040年） 正月25日：甲斐守[2]
- 天喜元年（1053年） 6月15日：見春宮権大進[3]
- 延久3年（1071年） 7月22日：見美濃守従四位上[4]
- 延久4年（1072年） 9月13日：見美濃守正四位下[5]

## 系譜
- 父：藤原頼任
- 母：藤原済家または伊勢守清家（姓不詳）の娘
- 妻：藤原親子 - 藤原親国の娘（1021-1093）
  - 次男：藤原顕季（1055-1123）
- 妻：源懐任の娘
  - 男子：藤原師隆
- 妻：不詳
  - 男子：静命
  - 女子：藤原顕綱室